# Alexandre Saint-Yves d’Alveydre

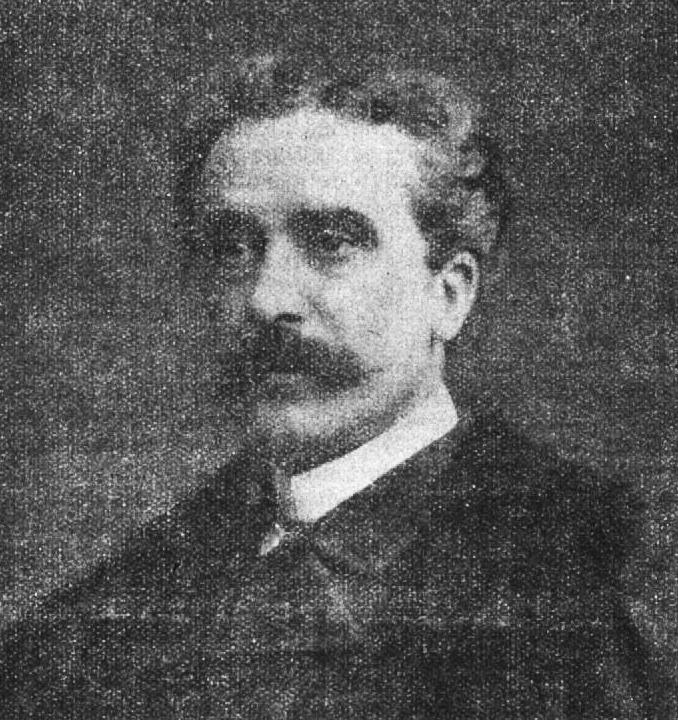
Alexandre Saint-Yves d’Alveydre (1892)

Joseph Alexandre Saint-Yves, Marquis d’Alveydre (* 26. März 1842 in Paris; † 5. Februar 1909 in Pau) war ein französischer Autor und Okkultist, der die Werke von Fabre d’Olivet (1767–1825) adaptierte und dessen Ideen wiederum von Gérard Encausse alias Papus übernommen wurden. Seine Arbeit über „L’Archéomètre“ beeinflusste auch den jungen René Guénon zutiefst. Er entwickelte den Begriff Synarchie zu einer politischen Philosophie, und seine Ideen über diese Regierungsform erwiesen sich als einflussreich auf Politik und Okkultismus.

## Biografie
Saint-Yves d’Alveydre wurde als Sohn des Psychiaters Guillaume-Alexandre Saint-Yves in Paris geboren und stammte aus einer Familie von Pariser Intellektuellen. Er begann eine Karriere als Arzt an der Marineakademie in Brest, die er jedoch bald nach einer Erkrankung aufgab. 1863 siedelte er nach Jersey über, wo er mit Victor Hugo in Kontakt kam. 1870 kehrte er nach Frankreich zurück, um im Deutsch-Französischen Krieg zu kämpfen, in dem er verletzt wurde.
Danach begann er eine Karriere als Staatsbeamter. 1877 lernte Saint-Yves die Gräfin Marie de Riznitch-Keller, eine Verwandte von Honoré de Balzac und Freundin der französischen Kaiserin Eugénie de Montijo, kennen und heiratete sie, was ihn unabhängig und reich machte. Er widmete den Rest seines Lebens der Forschung und verfügte über zahlreiche einflussreiche Kontakte, darunter Victor Hugo. Saint-Yves kannte später viele der großen Namen des französischen Okkultismus wie Stanislas de Guaita, Joséphin Péladan und Oswald Wirth und war Mitglied mehrerer Orden nach Vorbild der Rosenkreuzer und Freimaurer. Angeblich erbte Saint-Yves die Hinterlassenschaft eines der Begründer des französischen Okkultismus, Antoine Fabre d’Olivet.
Im Jahr 1877 veröffentlichte er das „Lyrische Testament“, eine Sammlung von Gedichten, und die „Schlüssel des Orients“. In letzterem Buch präsentiert er eine Lösung (basierend auf der Entwicklung eines religiösen Verständnisses zwischen Juden, Christen und Muslimen) für die „Orientfrage“, die durch den Zerfallsprozess des Osmanischen Reiches verursacht wurde und zu Spannungen im Nahen und Mittleren Osten führte.
Er begann auch, die Entwicklung industrieller Anwendungen von Meerespflanzen zu untersuchen („Nutzung von Extrakten aus Meeresalgen“ wurde 1879 veröffentlicht), konnte das Vorhaben jedoch aus Kapitalmangel nicht durchführen. 1880 verlieh ihm die Regierung von San Marino den Titel eines Marquis.
Sein Buch „Mission des Juifs“ (1884) war den Juden wohlgesonnen. Das Material daraus wurde jedoch für „Das Geheimnis der Juden“ verwendet, eine antisemitische Abhandlung, die Juliana Glinka zugeschrieben wird.

### Entwicklung des Synarchismus
Saint-Yves verwendete den Begriff Synarchie in seinem Buch La France vraie, um die ideale Regierungsform zu beschreiben. Als Reaktion auf das Aufkommen anarchistischer Ideologien und Bewegungen entwickelte Saint-Yves ab 1882 in einer Reihe von vier Büchern eine eigene politisch-theologische Formel, die seiner Überzeugung nach zu einer harmonischen Gesellschaft führen würde, indem sie diese als organische Einheit betrachtete. Dieses Ideal basierte teilweise auf seiner idealisierten Sicht des Lebens im mittelalterlichen Europa sowie auf seinen Vorstellungen von guter Regierungsführung in Indien, Atlantis und dem alten Ägypten. Er verteidigte soziale Differenzierung und Hierarchie. Diese sollte allerdings durch Zusammenarbeit zwischen den sozialen Klassen abgeschwächt werden, damit Konflikte zwischen sozialen und wirtschaftlichen Gruppen überwunden werden: Synarchie im Gegensatz zur Anarchie. Konkret stellte sich Saint-Yves eine europäische Gesellschaft mit einer Regierung aus drei Räten vor, die die Wirtschaft, die Judikative und die wissenschaftliche Gemeinschaft repräsentierten, wobei ein im Schatten agierender metaphysischer Rat das Ganze zusammenhielt. Diese Ideen wurden auch von Werken wie Platons Der Staat und dem Martinismus beeinflusst.
Im Rahmen seines Regierungskonzepts räumte Alexandre Saint-Yves d’Alveydre den Geheimgesellschaften oder, genauer gesagt, den esoterischen Gesellschaften, die sich aus Orakeln zusammensetzen und die Regierung hinter den Kulissen schützen, eine wichtige Rolle zu. Er war der Ansicht, dass die Rosenkreuzer diese Aufgabe im mittelalterlichen Europa erfüllten, und befasste sich mit den Freimaurern und anderen Gruppen, die behaupteten, von den Tempelrittern abzustammen.

### Lehre von Agartha
Im Jahr 1885 wurde Saint-Yves angeblich von einer Gruppe östlicher Eingeweihter besucht. Damals verband er die Synarchie mit „aufgestiegenen Meistern“, die sich in den Höhlen von Agartha befunden haben sollen und angeblich telepathisch mit ihm kommunizierten. Über diesen geheimen Ort schrieb er in seiner „Mission de l’Inde en Europe“, die 1886 veröffentlicht wurde. Aus Sorge, zu viel verraten zu haben, und offenbar unter dem Einfluss seiner orientalischen Kontakte, vernichtete er alle Exemplare dieses Buches bis auf zwei. Eines dieser Exemplare befand sich im Besitz von Gérard Encausse alias Papus, der es 1910 herausgab und veröffentlichte.
Saint-Yves glaubte, dass eine alte synarchistische Weltregierung zu Beginn des Kali Yuga-Zeitalters, etwa 3.200 v. Chr., nach Agartha in eine hohle Erde verlegt wurde. Saint-Yves d’Alveydre war der, der das Konzept von Agartha in der westlichen Welt einführte. Dieses Konzept wurde später von Zam Bothiva und der Fraternité des Polaires in Frankreich und vor allem von der Thule-Gesellschaft in nationalistischen Kreisen in Deutschland weiterentwickelt.

## Einfluss
Nach dem Tod von Saint-Yves wurden Teile der von ihm hinterlassenen Schriften von einer Gruppe seiner Freunde und Anhänger unter der Leitung von Gérard Encausse in einem Band mit dem Titel l’Archéomètre zusammengestellt. Der Titel ist Saint-Yves’ Name für ein von ihm entwickeltes farbkodiertes Diagramm, das symbolische Entsprechungen zwischen Elementen in der Astrologie, der Musik, den Alphabeten, der Gematrie und anderen Bereichen zeigt. Sie beeinflussten auch den jungen René Guénon, der mehrere Artikel über l’Archéomètre  veröffentlichte.
Saint-Yves’ wichtigster Schüler war der bekannte Okkultist Gérard Encausse alias Papus, der eine Reihe von Gesellschaften gründete, die auf synarchistischen Ideen basierten. Zu seinen weiteren bedeutenden Anhängern gehören Victor Blanchard (1878–1953), Nizier Anthelme Philippe, René A. Schwaller de Lubicz und Emile Dantinne.
Die Ideen von Saint-Yves beeinflussten die turbulente französische Politik des frühen zwanzigsten Jahrhunderts, wo sie als Modell für eine Reihe von rechtsgerichteten Gruppen dienten, und auch in Mexiko, wo synarchistische Gruppen eine wichtige politische Rolle spielten. Theorien über synarchistische Gruppen sind auch ein Schlüsselelement in einer Reihe von Verschwörungstheorien geworden.

### Theorien zur Sphinx von Gizeh
Eine der heute einflussreichsten Theorien von Saint-Yves war nur ein nebensächlicher Teil seines Werks. Hierbei ging es um seine Behauptung, dass die Große Sphinx von Gizeh angeblich viel älter sei, als die Ägyptologie glaubt, nämlich knapp 14.000 Jahre. Er behauptete, dass die Sphinx von Flüchtlingen nach der Zerstörung von Atlantis geschaffen wurde. Er stützte diese Behauptung jedoch nicht auf physische Beweise. Ein Schüler von Saint-Yves, René Adolphe Schwaller de Lubicz, wurde dadurch inspiriert, das Alter der Sphinx zu untersuchen, und löste damit eine Kontroverse über das Alter der Großen Sphinx aus.

## Bibliografie
- Le Retour du Christ. 1874.
- Clefs de l’Orient. 1877.
- Testament lyrique. 1877.
- Le Mystère du Progrès. 1878.
- De l’utilité des algues marines. 1879.
- Mission des Souverains. 1882.
- Mission des Ouvriers. 1882.
- Mission des Juifs. 1884.
- Mission de l’Inde. 1886.
- Les funérailles de Victor Hugo. 1885.
- La France vraie ou la Mission des Français. 1887.
- Voeux du syndicat de la Presse économique. 1887.
- Les Etats-généraux du suffrage universel. 1888.
- Le centenaire de 1789 – Sa conclusion. 1889.
- L’ordre économique dans l’Electorat et dans l’Etat. 1889.
- Le poème de la Reine. 1889.
- Maternité royale et mariages royaux. 1889.
- L’Empereur Alexandre III épopée russe. 1889.
- Jeanne d’Arc victorieuse. 1890.
- Des brevets pour des applications de l’Archéomètre. 1903.
- Théogonie des Patriarches. 1909. posthum erschienen.
- L’Archéomètre – Clef de toutes les religions et de toutes les sciences de l’Antiquité – Réforme synthétique de tous les arts contemporains. 1910. posthum erschienen.